# John Russell Pope

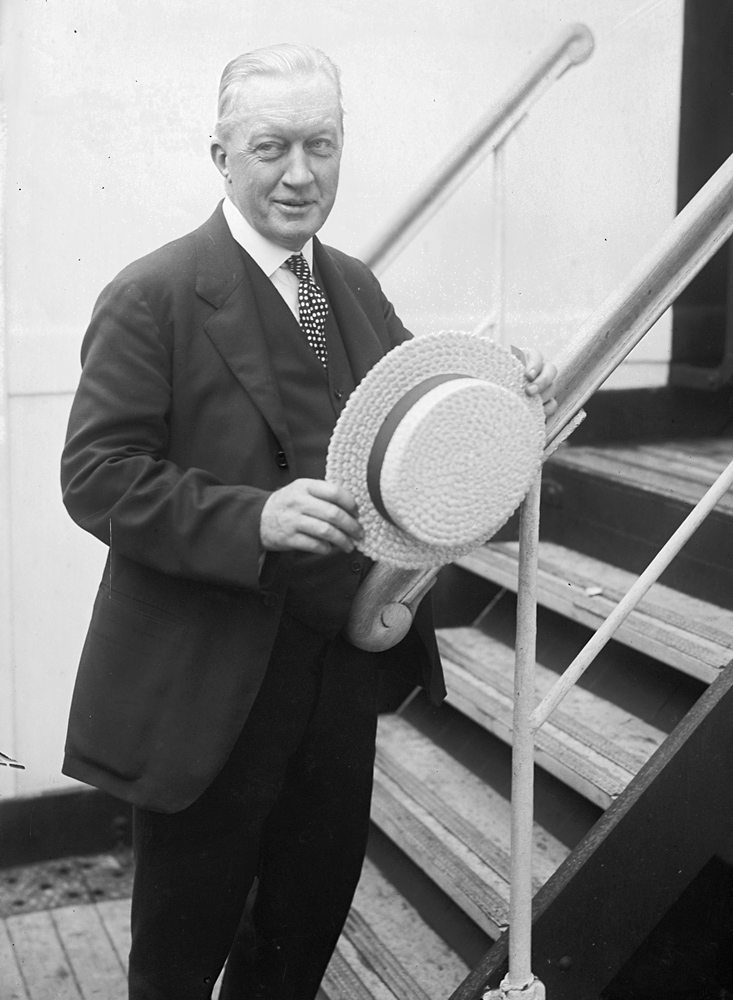
John Russell Pope

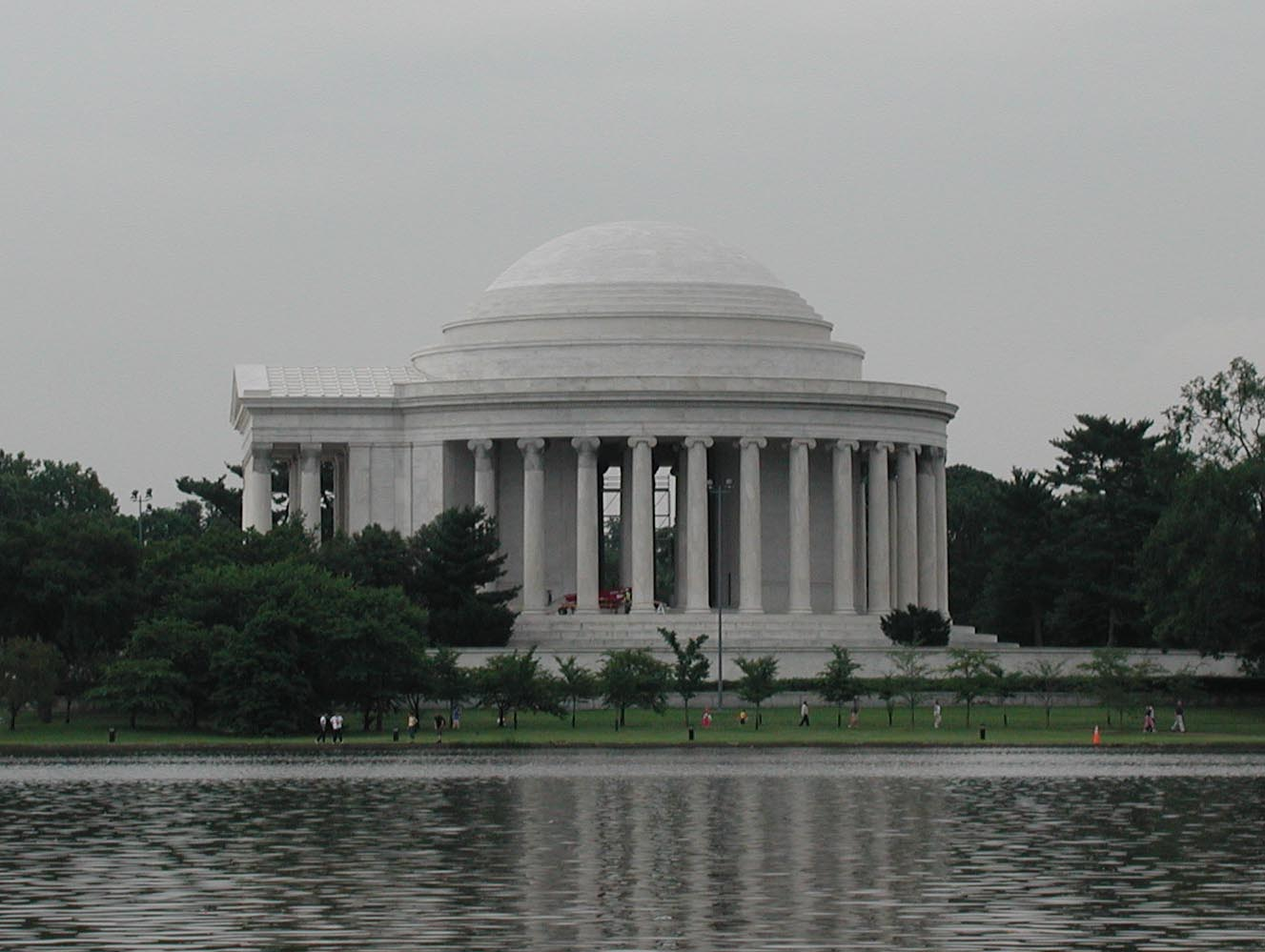
Das Jefferson Memorial, errichtet 1939–1943

John Russell Pope (* 24. April 1874 in New York City; † 27. August 1937 ebenda) war ein amerikanischer Architekt des Historismus. Seine bekanntesten Werke sind die neoklassizistischen  Gebäude der National Archives and Records Administration, des Jefferson Memorial und des Westflügels der National Gallery of Art in Washington, D.C.

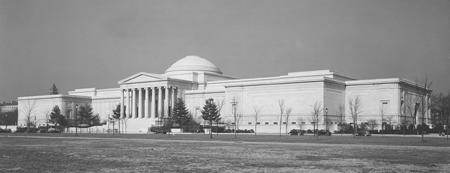
The West Building of the National Gallery of Art

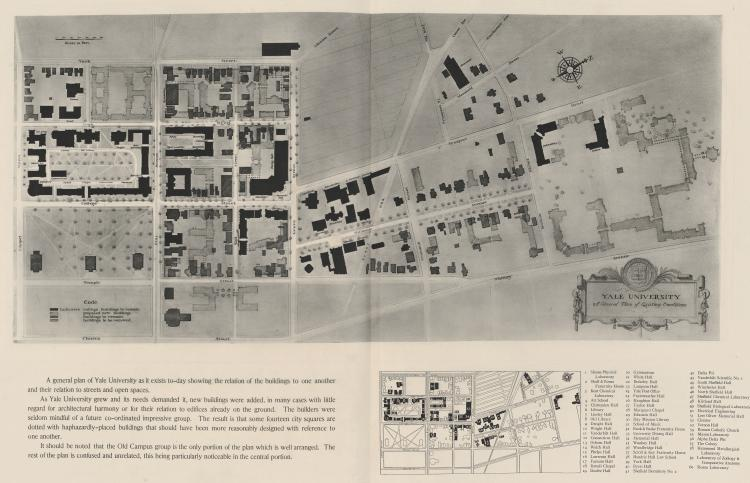
Popes Grundsatzplanung für den Ausbau der Yale University, 1919

## Leben und Werk
Pope war der Sohn eines erfolgreichen Porträtmalers. Er studierte Architektur an der Columbia University (Diplom 1894) und erhielt ein Stipendium an die American Academy in Rome, eine Hochburg der American Renaissance. Pope bereiste ausführlich Italien und Griechenland  und dokumentierte seine Reise mit Skizzen und Fotos. 1896 studierte er an der École des Beaux-Arts in Paris. Pope kehrte 1900 nach New York zurück, wurde zunächst Mitarbeiter von Bruce Price und machte sich dann selbständig.
Pope begann seine Karriere mit der Errichtung von Privathäusern, unter anderem für die Familie Vanderbilt, und blieb dieser Tätigkeit auch zeitlebens treu. Zu seinen größeren Aufträgen zählen der Freimaurertempel House of the Temple (1911–1915) in Washington D.C. und die Union Station in Richmond (Virginia). 1916 wurde er in die American Academy of Arts and Letters gewählt.
Seine Werke orientierten sich stilistisch an der Neogotik und am Tudorstil, aber vor allem am Neoklassizismus. Sowohl das erst nach Popes Tod 1939–1943 verwirklichte Jefferson Memorial als auch die National Gallery of Art und zuvor schon die Union Station in Richmond (1917) zeigen deutlich das Vorbild des Pantheon in Rom. 1924 wurde John Russell Pope zum Mitglied (NA) der National Academy of Design gewählt.
Pope erhielt 1932 bei den Olympischen Spielen in Los Angeles eine Silbermedaille im Bereich Kunst. Als einer der letzten Meister des Historismus fand er allerdings in den Vertretern der Moderne scharfe Kritiker. Eine Ausstellung der National Gallery of Art, "John Russell Pope and the Building of the National Gallery of Art", führte aber zur Neubewertung seines Werks.